# Battles of Prince of Persia
Battles of Prince of Persia (littéralement Batailles du Prince de Perse) est un jeu vidéo de stratégie au tour par tour développé par Ubisoft Montréal et édité par Ubisoft, sorti en 2005 sur Nintendo DS. Il s'agit d'un spin-off de la série Prince of Persia.

## Accueil
- Eurogamer : 4/10[1]
- GameSpot : 7,4/10[2]
- IGN : 5,5/10[3]
- Jeuxvideo.com : 14/20[4]